# Musée régional de Neubrandenburg

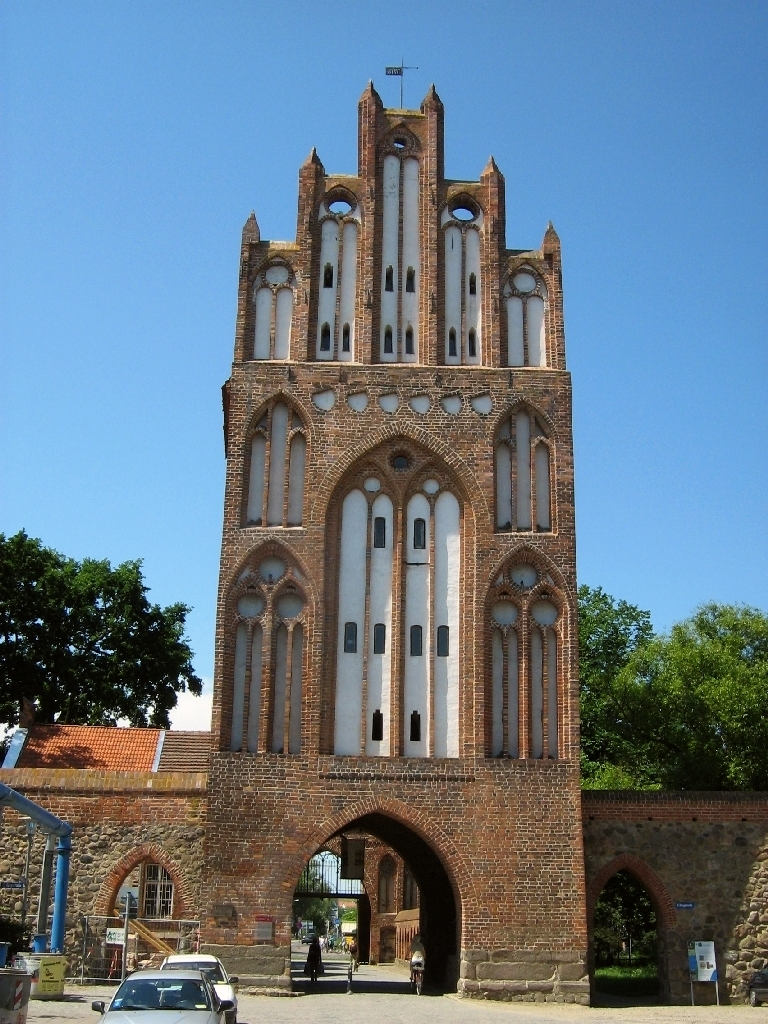
La tour principale de la Treptower Tor

Le musée régional de Neubrandenburg a été fondé en 1872 à l'initiative de l'association des musées de Neubrandenburg (Neubrandenburger Museumsverein). La zone d'influence et d'impact du musée, dont le nom a changé plusieurs fois au cours de son histoire, était dès le départ supralocale. 

## Histoire
En 1873, l'association a ouvert sa première exposition permanente sur l'histoire de la région dans la tour principale de la Treptower Tor à Neubrandenburg. C'est ainsi qu'est né le premier musée municipal de la région de Mecklenburg-Strelitz. Jusqu'au milieu des années 1930, le musée est resté sous les auspices de l'association et n'a été transféré à la ville que lorsque celle-ci a décidé de se dissoudre sous la pression du national-socialisme.
Jusqu'en 1989, le musée de Neubrandenburg a assumé le rôle de "musée du district historique". Il servait de guide pour les autres musées du Bezirk Neubrandenburg. 

## collections
Aujourd'hui, le musée régional de Neubrandenburg remplit les fonctions d'un musée de la ville de Neubrandenburg et de sa région dans différents lieux d'exposition, avec diverses activités et de vastes collections, et est l'un des plus anciens musées d'histoire culturelle dse musées en Mecklembourg-Poméranie occidentale.
Outre les collections d'histoire urbaine, le musée possède l'une des deux plus grandes collections d'ethnologie non européenne du Mecklembourg-Poméranie occidentale. La pièce maîtresse de cette zone de collection est la collection des mers du Sud du médecin Bernhard Funk.